# Талхир
Талхи́р (чув. Талхир) — деревня в Вурнарском районе Чувашской Республики России. Входит в состав Большеяушского сельского поселения.

## География
Деревня находится в центральной части Чувашии, в пределах Чувашского плато, в зоне хвойно-широколиственных лесов, на расстоянии примерно 21 километра (по прямой) к северо-востоку от посёлка городского типа Вурнары, административного центра района. Абсолютная высота — 83 метра над уровнем моря.

### Климат
Климат характеризуется как умеренно континентальный, с умеренно холодной снежной зимой и тёплым летом. Среднегодовая температура воздуха — 3 °С. Средняя температура воздуха самого тёплого месяца (июля) — 18,3 °C (абсолютный максимум — 37 °C); самого холодного (января) — −12,9 °C (абсолютный минимум — −42 °C). Безморозный период длится 143 дня. Продолжительность периода активной вегетации растений (средняя температура воздуха выше 10 °C) составляет 132—137 дней. Среднегодовое количество атмосферных осадков составляет 552 мм, из которых большая часть выпадает в тёплый период. Снежный покров держится около 147 дней.

### Часовой пояс
Деревня Талхир, как и вся Чувашия, находится в часовой зоне МСК (московское время). Смещение применяемого времени относительно UTC составляет +3:00.

## Население
| 2010 | 2012 |
| ---- | ---- |
| 2    | ↗3   |

### Половой состав
По данным Всероссийской переписи населения 2010 года в гендерной структуре населения мужчины составляли 50 %, женщины — соответственно также 50 %.

### Национальный состав
Согласно результатам переписи 2002 года, в национальной структуре населения чуваши составляли 100 % из 5 чел.